# Linha Vermelha
Linha Vermelha lub Linha do Oriente – jedna z czterech linii metra w Lizbonie. Ma około 11,5 km długości i 12 stacji.

## Historia
Linia została otwarta w 1998 r. wraz z sekcją między Alameda (połączenie z linią zieloną) i Oriente, w ramach rozbudowy sieci na obszarze Expo 98.
W sierpniu 2009 r. otwarto sekcję pomiędzy stacjami Alameda i São Sebastião (przez stację Saldanha), dzięki czemu linia czerwona uzyskała również połączenie z liniami: niebieską i żółtą.
W lipcu 2012 roku ukończono odcinek linii czerwonej od stacji Oriente do portu lotniczego i trzech nowych stacji na tym odcinku.